# 白硫磺泉鎮 (紐約州)
白硫磺泉鎮（英語：White Sulphur Springs）是位於美國紐約州沙利文縣的非建制地區。

## 歷史
白硫磺泉鎮的郵局自1890年營運至今。

## 地理
白硫磺泉鎮所處的海拔為高於海平面415米（即1362英呎），而該地所採用的時區為UTC-5，即北美东部时区（EST）。同時該地設有夏令時間，為UTC-5調快一小時，即UTC-4（EDT）。